# Spanischer Schritt

Andalusier im spanischen Schritt

Der Spanische Schritt (spanisch „paso español“) ist eine Übung der klassischen Reitkunst, bei der das Pferd den Ausdruck seines Schritts steigert, indem der Bogen des Vorderhufs durch die Luft besonders hoch und ausgreifend geführt wird. Es entsteht eine gewisse Verzögerung durch diese anmutige Bewegung.
Pferde zeigen diesen Bewegungsablauf als natürlichen Teil ihres Imponier- und Übermutverhaltens.
Der Spanische Schritt gehört zu den Kunstgangarten (kunstvollen Verzierungen der natürlichen Gangarten). Er ist eine Weiterentwicklung der Gangart Schritt. Die anderen Kunstgangarten sind Piaffe und Passage als Veredelung des Trabes und Terre à Terre, Mezair und Courbette als Veredelung des Galopps.
Der Spanische Schritt hat lange Tradition, wird aber vergleichsweise spät (1770) literaturkundig.
In das Regelwerk der FEI hat der Spanische Schritt keinen Eingang gefunden, die Gründe mögen sich seit Spohr (1903) nicht verändert haben: Der Spanische Schritt „wird gewöhnlich von den akademischen Vertretern der Hohen Schule, den Herren Stallmeistern, abfällig beurteilt...Und doch hat er, wenn er richtig ausgeführt wird, seine Verdienste und gute Folgen. Er solle einen Musterschritt für den Schritt des Pferdes in derselben Weise darstellen, wie es der Schritt des Soldaten gegenüber dem nonchalanten Schritt des Zivilisten ist. “ (Peter Spohr: Die Logik der Reitkunst, 1903)
Viele moderne Interpreten der historischen Reitkunst wie z. B. Richard Hinrichs und Philippe Karl stimmen mit der Schilderung der Hofreitschule Bückeburg überein, dass ein gut ausgeführter Spanischer Schritt die Vorhand-Hinterhand-Koordination fördert, Blockaden in der Schulterblattrotation behebt und zur Entwicklung der Passage dienlich ist.
Als Fehler werden beschrieben:
- Antreten mit gestrecktem Vorderbein
- zu langes Hochhalten des Vorderbeins
- Scharren mit dem Vorderbein
- Schleppendes Folgen des Hinterbeins
- ungenügendes Vorgreifen des Hinterbeins
- seitliches Schränken des Hinterbeins
- unkontrollierbares „Davonpaddeln“[5][6]

Als Vorübung empfiehlt unter anderem Richard Hinrichs die „Polka“: dass man das Strecken bei jedem dritten Schritt der Vorderbeine verlangt, so daß das Pferd zwischen zwei gestreckten Vorderbeinschritten  stets zwei Schritte im normalen Schritt vorgeht. ... Erst wenn das Pferd die Polka an der Hand allein auf die Stimmhilfe in Verbindung mit leichten Anzügen am Führzügel flüssig ausführt,...,sollte mit ihr unter dem Reiter begonnen werden. 
Das Herausheben der Vorhand im Stehen wie zum Spanischen Schritt wird auch als Spanischer Gruß (span. „saludo“) bezeichnet.
Nicht zu verwechseln ist der Spanische Schritt mit dem Spanischen Tritt, der in der Spanischen Hofreitschule (Wien) die Bezeichnung für die Passage ist.